# Вестерланд (Северна Холандия)
Вестерланд е село в провинция Северна Холандия, Нидерландия.

## История
През 1840 г. то има около 200 жители, като броят им се увеличава до 767 през 1998 г. и след това спада до около 730 през 2005 г.